# José Miguel Oviedo
José Miguel Oviedo Chamorro (Lima, 1934-Filadelfia, 19 de diciembre de 2019) fue un escritor y crítico literario peruano. Estudió en la Pontificia Universidad Católica del Perú, donde se doctoró en Literatura en 1961; luego empezó a ejercer la docencia en esa misma casa de estudios. También ejerció la crítica literaria a través de las páginas del diario El Comercio, y otras publicaciones periódicas de Lima.
Fue director de la Casa de la Cultura del Perú (1970-1973), que por entonces era el principal ente gubernamental que regía la cultura en su país (actualmente Ministerio de Cultura). En 1975 se trasladó a los Estados Unidos y laboró en diferentes universidades, instalándose permanentemente en la Universidad de Pensilvania, institución académica en la que desarrolló su carrera docente y de investigación.
Aunque también incursionó en la narrativa corta con mucha solvencia, Oviedo es más conocido como erudito de la literatura peruana y latinoamericana. Son notables sus estudios sobre la obra creativa de César Vallejo, Ricardo Palma y Mario Vargas Llosa. Se le considera como el primer crítico vargasllosiano. También compiló varias antologías de narrativa y poesía peruana, y latinoamericana en general. Su obra principal es la Historia de la literatura hispanoamericana, en cuatro volúmenes, publicada entre los años 1995 y 2001.

## Biografía
Cursó sus estudios escolares en el Colegio La Salle de Lima, donde fue compañero de carpeta de Mario Vargas Llosa.
En 1953 ingresó a la Facultad de Letras de la Pontificia Universidad Católica del Perú, donde se graduó de bachiller en Humanidades (1957) y doctor en Literatura (1961), con tesis sobre El vocabulario romántico de Carlos Augusto Salaverry y El fracaso de la escuela romántica en el Perú, respectivamente.
En 1958 pasó a ejercer la docencia en su alma mater, en calidad de auxiliar, y luego como profesor titular de Literatura Peruana y Literatura Europea Contemporánea. En la Universidad Mayor de San Marcos dictó cursos de Introducción a la Literatura. Fue invitado a Inglaterra como visiting fellow por la Universidad de Essex (1968-1969). En 1975 viajó a los Estados Unidos, donde laboró como profesor visitante de Literatura Hispanoamericana en la Universidad Estatal de Nueva York y en la Universidad de Indiana, donde continuó como profesor permanente hasta 1980. Luego pasó al Departamento de Español y Portugués de la Universidad de California y fue nombrado trustee professor en la Universidad de Pensilvania en Filadelfia (1988).
Fue miembro del consejo de redacción de Hispanic Review (Filadelfia) y formó parte del proyecto para el Handbook of Latin American Studies de la Biblioteca del Congreso de Estados Unidos (Washington D. C.).
En 1972 se le otorgó la beca Guggengheim y en 1991 la beca Rockefeller para investigación.
En 1960 empezó a colaborar en el diario El Comercio (Lima), donde por más de quince años fue director del suplemento cultural, llamado El Dominical, por salir los días domingos. También colaboró en La Prensa (Lima), y con Blanca Varela creó la sección cultural de la revista Caretas. Fuera del Perú, colaboró con los diarios El País y ABC (Madrid), y La Jornada Semanal (México). Sus artículos de crítica literaria abarcan tanto a los autores ya consagrados como a los nuevos prospectos. En ese sentido ha ejercido un trabajo de divulgación muy importante.
Sus artículos han aparecido en diversas revistas culturales de América y Europa, como Vuelta (México), World Literatura Today (Norman, Oklahoma), Cuadernos Hispanoamericanos'' (Madrid), Quimera (Barcelona), Revista Peruana de Cultura, Debate, Amaru (Lima).
Fue el último director de la Casa de la Cultura del Perú (1970-1973), que se transformó enseguida en el Instituto Nacional de Cultura (INC), actual Ministerio de Cultura del Perú. Durante esta gestión fundó la revista Textual.
Falleció el 19 de diciembre de 2019, a la edad de 85 años, debido a complicaciones pulmonares.

## Obra
Se inició como narrador fino y fantasioso, a la manera borgiana. A decir de Luis Jaime Cisneros, su narrativa demuestra un gran virtuosismo creativo. Su cuento «El héroe» es recogido por varias antologías. Otro cuento notable es «Pequeño tema para una batalla». Cabe señalar que Oviedo pertenece a la famosa Generación del 50, de la que también forman parte Mario Vargas Llosa, Abelardo Oquendo, Luis Loayza, entre otros, con quienes forjó una gran amistad.
Pero su mayor empeño lo dedicó a la crítica literaria, que ejerció con singular penetración y depurado estilo, desde la cátedra universitaria, el periodismo y la publicación libresca. Estudió la literatura peruana de manera metódica y disciplinada. Destacan sus profundas investigaciones a la obra de autores peruanos como César Vallejo, Ricardo Palma y Mario Vargas Llosa. También estudió los procesos y periodos de las letras hispanoamericanas en general. Plasmó esta labor en una obra monumental publicada en cuatro tomos: Historia de la literatura hispanoamericana (1995-2000).

## Publicaciones

### Ensayo
- El vocabulario romántico de Carlos A. Salaverry (Lima, 1961)
- César Vallejo (Lima, 1964), ensayo biográfico y crítico, incluido en la Biblioteca Hombres del Perú (volumen X, pp. 59-160).
- Genio y figura de Ricardo Palma (Buenos Aires, 1964)
- Ricardo Palma (1968), ensayo de divulgación.
- Mario Vargas Llosa: la invención de una realidad (Barcelona, 1970). Nuevamente editada y ampliada en 1982, y en 1987. Por esta obra es considerado como el primer crítico vargasllosiano.
- La niña de New York. Una revisión de la vida erótica de José Martí (México, 1980)
- Escrito al margen (Bogotá, 1982)
- La edad de oro. Crónicas y testimonios de la conquista del Perú (Barcelona, 1986)
- Musas en guerra: poesía, arte y cultura en la nueva Nicaragua (1974-1986) (México, 1986)
- Breve historia del ensayo hispanoamericano (Madrid, 1991)
- Historia de la literatura hispanoamericana (1995-2000), en cuatro volúmenes. Tomo I: De los orígenes a la emancipación. Tomo II: Del Romanticismo al Modernismo. Tomo III: Posmodernismo, Vanguardia, Regionalismo. Tomo IV: De Borges al presente.[9]
- Dossier Vargas Llosa (2007) recopilación de 8 ensayos sobre la obra de Vargas Llosa.[10]

### Ficción literaria
- Pruvonena (1957), drama de tres actos, ambientada en la época de la Independencia.
- Soledad & compañía (New Hampshire, 1987), libro de cuentos.
- La vida maravillosa (Barcelona, 1989), libro de cuentos.
- Cuaderno imaginario (México, 1996, y Lima, 1997), libro de cuentos.
- La última fiesta (Lima, 1998), libro de cuentos.

### Antologías
- Diez peruanos cuentan (Montevideo, 1968)
- Narradores peruanos (Caracas, 1968)
- Antología del cuento cubano (1968).
- Estos 13 (1973), antología de los poetas de la Generación del 70 (del movimiento Hora Zero).
- Antología crítica del cuento hispanoamericano del siglo XIX (1830-1920) (Madrid, 1989).
- Antología crítica del cuento hispanoamericano del siglo XX (1920-1980) (Madrid, 1992).
- La poesía del siglo XX en el Perú, antología (2009)

### Otros
- Conversaciones, Luis Alberto Sánchez, José Miguel Oviedo (1975), diálogos amenos y reveladores con Luis Alberto Sánchez.
- Archivo personal (2014)
- Una locura razonable: memorias de un crítico literario (Lima, 2014)[7]

## Premios
- Premio Casa de la Literatura Peruana (2014)[8]
- En su honor existe el José Miguel Oviedo Undergraduate Student Paper Award in Latin American and Latino Studies, Universidad de Pensilvania.